# 1905 no teatro

## Eventos
- 5 de abril - Criação do Grupo de Theatro da Sociedade Musical e Dramática Riobonitense (atual SoMu D Riba), o grupo de teatro mais antigo do Brasil
- Urbano Rodrigues publica a sua primeira peça de teatro, "Caminho da Ventura".

## Nascimentos
| Data           | Nome           | Profissão                                            | Nacionalidade   | Observações | Ref |
| -------------- | -------------- | ---------------------------------------------------- | --------------- | ----------- | --- |
| 11 de Abril    | Adelina Campos | atriz                                                | Portugal        | m. 2008     |     |
| 5 de Novembro  | Erika Mann     | produtora de teatro, dramaturga, jornalista e actriz | Alemanha        | m. 1969     |     |
| 30 de Dezembro | Daniil Kharms  | poeta, escritor e dramaturgo                         | União Soviética | m. 1942     |     |

## Mortes
| Data | Nome | Profissão | Nacionalidade | Observações | Ref |
| ---- | ---- | --------- | ------------- | ----------- | --- |